# أميليوس إرفينغ
أميليوس إرفينغ هو محامي وسياسي كندي، ولد في 4 فبراير 1823، وتوفي في 27 نوفمبر 1913 في تورونتو في كندا. نشط حزبياً في الحزب الليبرالي الكندي. وقد انتخب عضو مجلس العموم الكندي.